# Trigonopyren multiflorus
Trigonopyren multiflorus är en måreväxtart som beskrevs av Cornelis Eliza Bertus Bremekamp. Trigonopyren multiflorus ingår i släktet Trigonopyren och familjen måreväxter. Inga underarter finns listade i Catalogue of Life.